# 竹屋春光

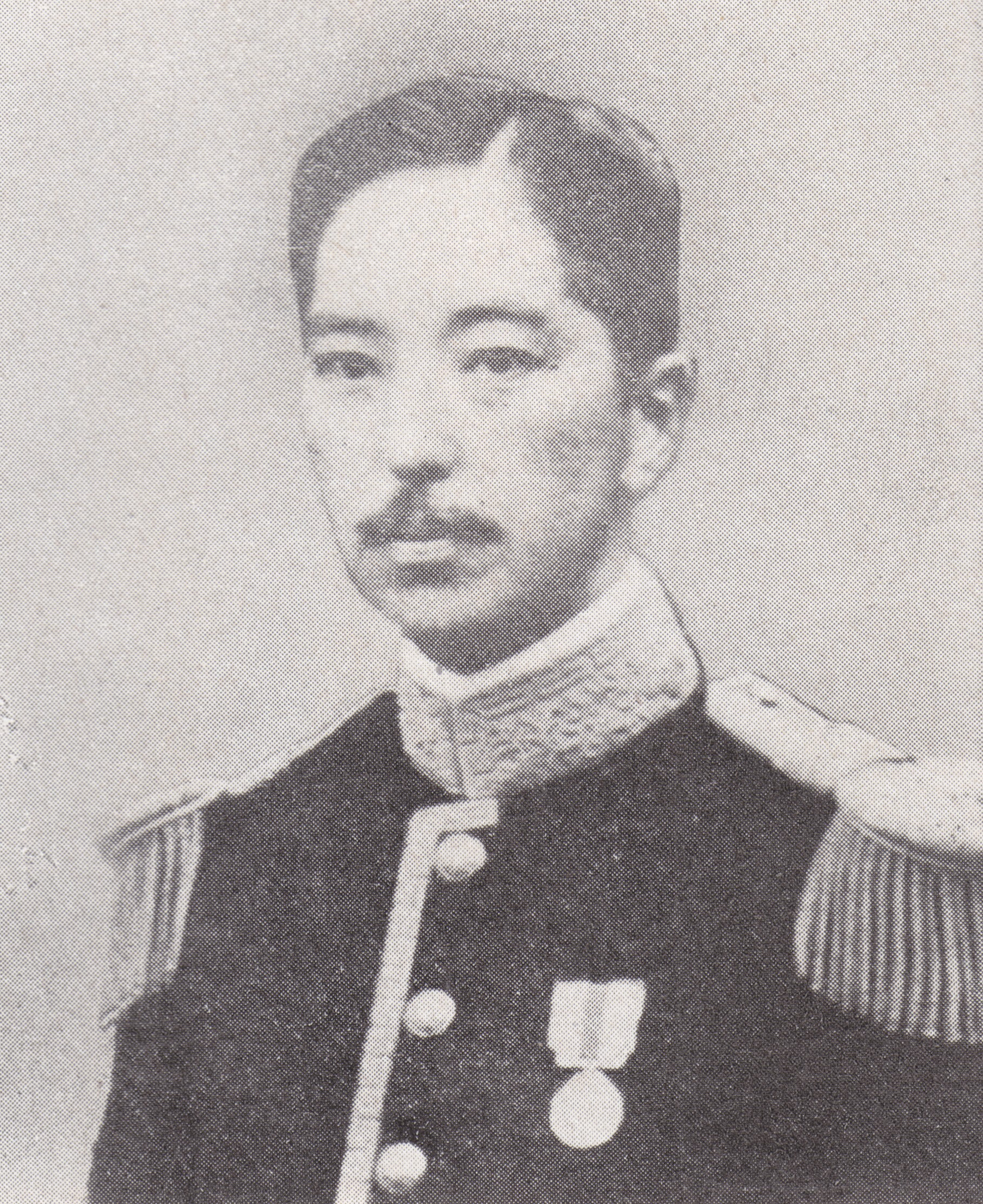
竹屋春光

竹屋 春光（たけや はるみつ、1883年〈明治16年〉3月6日 - 1938年〈昭和13年〉1月24日）は、日本の政治家、華族。貴族院子爵議員。旧姓・松平。

## 経歴
元越前福井藩主・松平茂昭の四男として生まれた。竹屋家当主、子爵・竹屋威光の没後、同家は財産上の問題で断絶が検討されたが、越前松平家が負債を肩代わりし、松平家の春光が家督を継承して家名を存続し、1913年（大正2年）4月10日、春光が子爵を襲爵した。
学習院で学び、三井物産に入社して大連支店勤務となる。1916年（大正5年）寺内内閣の内閣総理大臣秘書官に就任し、その後、台湾総督府秘書官などを務めた。
1918年（大正7年）7月10日、貴族院子爵議員に選出され、研究会に所属して活動し、1925年（大正14年）7月9日まで1期在任した。墓所は多磨霊園。

## 栄典
- 1920年（大正9年）11月1日 - 勲六等瑞宝章[9]

## 親族
- 妻：寿美子（山縣伊三郎三女）[1]
- 長男：康光（子爵）[1]
- 二女：真佐子（安宅重雄夫人）[1]